# Heinrich Weber (Historiker)
Heinrich Weber (* 21. Juni 1834 in Euerdorf; † 18. Januar 1898 in Bamberg) war ein deutscher römisch-katholischer Geistlicher und Historiker.

## Leben
Heinrich Weber war ein Sohn des gleichnamigen königlich-bayerischen Landrichters am Landgericht in Euerdorf Heinrich Weber († 1846). Nach dem Wechsel des Vaters vom Bayerischen Staatsdienst in die Dienste des Fürsten von Leiningen-Hardenburg-Dagsburg als Herrschaftsrichter übersiedelte die Familie nach Amorbach. Heinrich Weber besuchte Schulen in Amorbach und nach dem Tod des Vaters und dem Umzug der Familie nach Würzburg Gymnasien in Würzburg und ab 1849 das Aufseesianum in Bamberg, wo er einen Freiplatz erhalten hatte. Von 1853 bis 1854 studierte er Philosophie am Lyceum zu Bamberg und Theologie von 1854 bis 1857 an der Universität Würzburg und wurde am 9. August 1857 zum Priester geweiht. Er war Kaplan in Sulzbach am Main, 1859 in Sonderhofen, 1860 Stadtkaplan in Schweinfurt. 1865 wurde er Lehrer der Religion und Geschichte an der Lateinschule zu Würzburg, 1866 Gymnasialprofessor daselbst für dieselben Fächer. 1871 wurde er Außerordentlicher Professor der Geschichte am Lyzeum Bamberg, 1892 wurde er zum Ordentlichen Professor ernannt. 1889 erhielt er den Dr. theol. h. c.  von der Würzburger Theologischen Fakultät. 1891 wurde er Erzbischöflicher Geistlicher Rat. Seit seiner Berufung war er Mitglied des Historischen Vereins Bamberg, mit dem er eine Reihe seiner Veröffentlichungen publizierte und für den er seit 1882 die Sammlungen von Urkunden und Handschriften betreute.
Seine erste Abhandlung zu einem Bamberger Thema veröffentlichte er nach einem damals verbreiteten Brauch als Anhang zum Programm des Lyzeums für das Studienjahr 1871/72, in dem er seine Tätigkeit dort begonnen hatte. Weber behandelte zwei liturgische Handschriften der königlichen Bibliothek, die als Gebetbücher des Kaiserpaars Heinrich und Kunigunde angesehen wurden. Er beschreibt die besondere Ausstattung – byzantinische Elfenbeintäfelchen als Buchdeckel, die auch eine besondere Form mit sich bringen, sein Hauptanliegen ist aber die Verteidigung der Virginität Heinrichs gegen Zweifler. Beide Handschriften wurden 1924 von Hans Fischer zur Neunjahrhundertfeier erneut behandelt, inzwischen sind Msc.Lit.7 und Msc.Lit.8 im Rahmen der Kaiser-Heinrich-Bibliothek leicht zugänglich. Weber las regelmäßig Historische Hilfswissenschaften, für die Bibliothek des Lyzeums wurden daher Wilhelm Wattenbachs „Schriftwesen im Mittelalter“, erstmals 1871 veröffentlicht, und seine „Anleitung zur Paläographie“ von 1867 beschafft.
Im Bamberger Osten ist seit 1933 der Heinrich-Weber-Platz und in seinem Geburtsort Euerdorf wurde die Heinrich-Weber-Straße nach ihm benannt.

## Schriften (Auswahl)
- Die sogenannten Gebetbücher des heil. Heinrich und der heil. Cunegundis in der öffentlichen Bibliothek zu Bamberg. Programm zur Schlußfeier des Studienjahres 1871/72, Bamberg 1872.
- Das Freiherrl. von Aufsees’sche Studien-Seminar in Bamberg. Eine Festgabe zum fünfzigjährigen Jubiläum der Wiedereröffnung. Bamberg 1880.
- Bamberger Weinbuch. Ein Beitrag zur Culturgeschichte. Bamberg 1884, OCLC 84292034.
- Die Verehrung der heiligen vierzehn Nothhelfer ihre Entstehung und Verbreitung. Kempten 1886.